# Isidre Gassol i Civit
Isidre Gassol i Civit (Segura, Savallà del Comtat, 9 de novembre de 1831 - Barcelona, 17 de febrer de 1917) fou un polític i empresari català, diputat a les Corts Espanyoles durant la restauració borbònica.

## Home de negocis
El 1873 fou el principal accionista de la Societat del Tramvia de Barcelona a Sants, que el 1877 esdevingué Societat de Tramvies. També era propietari de la destacada masada d'en Gassol a Bítem, en unes finques que va comprar el 3 de gener de 1879. També va ser accionista o membre del Banc Mercantil de Lleida (1881-93), el Banc de Catalunya, el Banc de Tortosa (que contribueix a fundar el 1881), la Cambra del Comerç de Barcelona i la Cambra Oficial de la Propietat Urbanista, i en el sector primari, l'Institut Agrícola Català.
Els negocis de Gassol foren lucratius. Posseïa la societat Isidre Gassol e Hijos, un conglomerat d'indústries entre les quals destacava una fàbrica d'estampats a Sant Adrià de Besòs. També tenia interessos en els territoris d'ultramar. En una data desconeguda, posterior a l'Exposició Universal de Barcelona de 1888, que contribueix a organitzar, es desplaça a Cuba. Allí importa productes de venda, trafica amb el transport d'esclaus, i és empresonat durant tres anys al castell del Morro de L'Havana. Tot just consumada la derrota espanyola torna al Principat (1898), on impulsa la Colònia Gassol a Bítem (1900).
Acabada la seva activitat política, esmerça importants esforços per construir un canal de reg a la riba esquerra del riu Ebre, amb l'objectiu de promoure la vida econòmica de l'esmentada Colònia Gassol. El Canal de l'Esquerra de l'Ebre s'inaugura el 5 de maig de 1912 amb la presència del monarca Alfons XIII. El lideratge d'Isidre Gassol en la construcció el fa mereixedor de la Creu del Mèrit Agrícola.

## Càrrecs polítics
Gassol va ser elegit diputat del Partit Conservador (sector polaviejista) del districte de Vendrell a les eleccions parcials a la Cort espanyola que es van celebrar per substituir el difunt Antoni Rossell. Dels 10.949 ciutadans amb dret a vot, 7.287 voten i 3.952 ho fan per Gassol. A Madrid, treballa per millorar les comunicacions entre Santa Coloma de Queralt i Guimerà.
El 24 d'abril de 1901 finalitza les seves funcions com a diputat, però aviat, concretament el 29 d'octubre del mateix any, les comença a exercir com a senador de la província de Tarragona. D'aquesta etapa a la Cambra Baixa (1901-02) no es coneix cap intervenció parlamentària.

## Vinculació amb Segura
Isidre Gassol va ser premiat pel desenvolupament de la vinya i els arbres fruiters a Segura i rodalia. A la seva població natal, també és el mecenes en la construcció d'una escola (1914), un ateneu (1916) i l'adequació de la font i els safareigs. També va aconseguir que l'actual carretera comarcal T-243, que enllaça Conesa amb Vallfogona de Riucorb, passés per Segura.